# Ioana de Blois

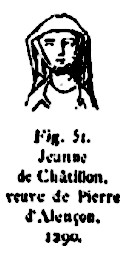

Ioana de Châtillon (d. 1292) a fost contesă de Blois de la 1280 până la moarte, ca și seniorină de Avesnes.
Ioana a fost unicul urmaș al contelui Ioan I de Blois cu soția sa, Alice. Bunicii ei pe linie maternă erau ducele Ioan I de Bretania și Bianca de Navarra.
În 1263, Ioana fost căsătorită cu contele Petru d'Alençon, unul dintre fiii regelui Ludovic al IX-lea al Franței cu regina Margareta de Provence. Ei au avut doii copii, Ludovic (n. 1276—d. 1277) și Filip (n. 1278—d. 1279), amândoi decedați de mici. La rândul său, Petru a murit în 1284.
Ioana a primit comitatul de Chartres din partea tatălui ei, pe când acesta era încă în viață; ulterior, ea a vândut aceste stăpâniri către regele Filip al IV-lea cel Frumos, în 1291. De asemenea, ea a cedat senioria de Avesnes către vărul ei, Hugo de Châtillon înainte de a muri. Atunci când s-a stins în 1292, și celelalte titluri și proprietăți au fost cedate aceluiași Hugo.